# Большие Пасынки
Большие Пасынки — деревня в Зуевском районе Кировской области в составе Соколовского сельского поселения.

## География
Находится на расстоянии примерно 10 километров на юго-запад от районного центра города Зуевка.

## История
Известна с 1678 года, когда в ней (деревня Голодаевская) учтено было 4 двора, в 1764 году было 80 жителей.
В конце XIX — начале XX века деревня входила в состав Сезеневской волости Слободского уезда. С 1929 года — центр Пасынковского сельсовета Зуевского района, с 2006 года — центр Пасынковского сельского поселения, с 2012 года — в составе Соколовского сельского поселения. 
С 1950 года работал колхоз им. Тельмана, потом им. Мичурина, с 1966 года колхоз «Родина».
До 2017 года в деревне действовала основная общеобразовательная школа.   

## Население
| 1710 | 1763 | 1873 | 1891 | 1905 | 1926 | 1950 |
| ---- | ---- | ---- | ---- | ---- | ---- | ---- |
| 10   | ↗80  | ↗146 | ↗223 | ↗237 | ↘212 | ↘148 |
| 1989 | 2002 | 2010 |      |      |      |      |
| ↗241 | ↗271 | ↘206 |      |      |      |      |